# 生产与战斗结合起来
《生产与战斗结合起来》，后又称《南泥湾》，是延安电影团1942年至1943年间拍摄的纪录片，由钱筱璋编辑，吴印咸、徐肖冰摄影。

## 轶事
毛泽东为影片题词“自己动手”“丰衣足食”。